# Veguellina de Fondo
Veguellina de Fondo es una localidad del municipio leonés de San Cristóbal de la Polantera, en la Comunidad Autónoma de Castilla y León. 
La iglesia está dedicada a san Román.

## Localidades limítrofes
Confina con las siguientes localidades:
- Al norte con Villamediana de la Vega.
- Al noreste con Huerga de Frailes.
- Al este con Santa Marinica.
- Al sureste con Villazala.
- Al oeste con Oteruelo de la Vega.
- Al noreste con San Román el Antiguo.

## Demografía
Evolución de la población
| Gráfica de evolución demográfica de Veguellina de Fondo entre 2000 y 2017 |
|                                                                           |
| Población de derecho (2000-2017) según el padrón municipal del INE        |

## Historia
Así se describe a Veguellina de Fondo en el tomo XV del Diccionario geográfico-estadístico-histórico de España y sus posesiones de Ultramar, obra impulsada por Pascual Madoz a mediados del siglo XIX:

Lugar en la provincia de León, partido judicial de la Bañeza, diócesis de Astorga, audiencia territorial y capitanía general de Valladolid, ayuntamiento de San Cristóbal de la Polantera. Situado en la margen derecha del río Órbigo; su clima es bastante sano; sus enfermedades más comunes las tercianas. Tiene 20 casas; iglesia parroquial (San Juan) servida por un cura de término y presentación de dos voces mixtas; y buenas aguas potables. Confina con Seisón y Villamediana, San Román, Matilla del Páramo y Oteruelo. El terreno es de mediana calidad. Los caminos son locales; recibe la correspondencia de la cabeza de partido. Producciones: granos, legumbres, lino y pastos; cría ganados y alguna caza y pesca. Población: 20 vecinos, 90 almas. Contribución: con el ayuntamiento.
Diccionario geográfico-estadístico-histórico de España y sus posesiones de Ultramar